# Воробьёв, Дмитрий Дмитриевич
Дми́трий Дми́триевич Воробьёв (род. 28 ноября 1997, Кубанская Степь, Краснодарский край) — российский футболист, нападающий московского «Локомотива».

## Клубная карьера
Воспитанник академии «Краснодара». 10 апреля 2014 года дебютировал за «Краснодар-2» в домашнем поединке ПФЛ против «Машук-КМВ» (2:0). В общей сложности провёл за «дубль» 72 игры, в которых забил 20 голов. 25 августа 2016 года сыграл первый матч за основную команду, заменив на 64-й минуте Ари в гостевом ответном матче раунда плей-офф Лиги Европы 2016/17 против албанского «Партизани» (0:0).
В феврале 2018 года был арендован «Афипсом» до конца сезона. 10 марта во встрече против «Армавира» состоялся дебют игрока за новый клуб, а 14 апреля впервые забил гол, в ворота «Легион-Динамо». Осенью перешёл в клуб второй лиги Чехии «Градец-Кралове», за который сыграл 3 матча.
В феврале 2019 году подписал контракт с клубом «Нижний Новгород». 3 марта впервые вышел на поле в футболке нового клуба, в игре против «Сочи». За нижегородцев игроку не удалось отличиться забитыми мячами.
Летом 2019 года Воробьёва арендовал астраханский «Волгарь». Дебют за команду состоялся 24 июля во встрече против «Биолога» из Новокубанска. 12 октября открыл счёт своим голам за клуб, забив «Интеру» из Черкесска. По истечении арендного соглашения подписал полноценный контракт.
В конце 2020 года перешёл в «Оренбург». Дебют состоялся в матче против воронежского «Факела». Уже в следующей игре оформил дубль в гостевом матче, поразив ворота «Шинника» из Ярославля. В ФНЛ 2020/21 забил в общей сложности 24 мяча за 2 клуба, став вторым в списке бомбардиром лиги, уступив Ивану Сергееву. Сезон 2021/22 начал в «Оренбурге», успел провести 2 матча и забить 1 мяч, после чего в июле «Сочи» арендовал игрока. В 13 матчах отметился одной голевой передачей; клуб решил не выкупать нападающего, и он вернулся к южноуральцам. Свой первый гол в РПЛ забил с пенальти в ворота «Ростова», а в следующем матче чемпионата против московского «Торпедо» отличился уже с игры.
10 июня 2024 года стал игроком московского «Локомотива», подписав контракт на три года. Дебютировал за клуб 20 июля 2024 года в матче 1-го тура чемпионата России против «Акрона» (3:2), выйдя в стартовом составе, а на 79-й минуте встречи забил свой первый мяч за «Локомотив».

## Карьера в сборной
29 августа 2024 года впервые получил вызов в основную сборную России на сентябрьские матчи против сборной Вьетнама и Таиланда. 5 сентября 2024 года дебютировал в матче против сборной Вьетнама выйдя на поле во втором тайме.

## Достижения

### Командные
«Оренбург»
- Серебряный призёр первенства ФНЛ: 2020/21
- Бронзовый призёр первенства ФНЛ: 2021/22

«Сочи»
- Серебряный призёр чемпионата России: 2021/22

### Личные
- Признан главным открытием первенства ФНЛ: 2020/21[14]

## Клубная статистика
| Выступление        | Выступление      | Выступление      | Лига | Лига | Кубки | Кубки | Еврокубки | Еврокубки | Итого | Итого |
| Клуб               | Лига             | Сезон            | Игры | Голы | Игры  | Голы  | Игры      | Голы      | Игры  | Голы  |
| ------------------ | ---------------- | ---------------- | ---- | ---- | ----- | ----- | --------- | --------- | ----- | ----- |
| Краснодар          | РПЛ              | 2016/17          | 0    | 0    | —     | —     | 1         | 0         | 1     | 0     |
| Краснодар          | Итого            | Итого            | 0    | 0    | —     | —     | 1         | 0         | 1     | 0     |
| → Краснодар-2      | ПФЛ              | 2013/14          | 6    | 1    | —     | —     | —         | —         | 6     | 1     |
| → Краснодар-2      | ПФЛ              | 2014/15          | 10   | 5    | —     | —     | —         | —         | 10    | 5     |
| → Краснодар-2      | ПФЛ              | 2015/16          | 14   | 2    | —     | —     | —         | —         | 14    | 2     |
| → Краснодар-2      | ПФЛ              | 2016/17          | 28   | 7    | —     | —     | —         | —         | 28    | 7     |
| → Краснодар-2      | ПФЛ              | 2017/18          | 14   | 5    | —     | —     | —         | —         | 14    | 5     |
| → Краснодар-2      | Итого            | Итого            | 72   | 20   | —     | —     | —         | —         | 72    | 20    |
| → Афипс            | ПФЛ              | 2017/18          | 12   | 2    | —     | —     | —         | —         | 12    | 2     |
| → Афипс            | Итого            | Итого            | 12   | 2    | —     | —     | —         | —         | 12    | 2     |
| Градец-Кралове     | ФНЛ              | 2018/19          | 3    | 0    | —     | —     | —         | —         | 3     | 0     |
| Градец-Кралове     | Итого            | Итого            | 3    | 0    | —     | —     | —         | —         | 3     | 0     |
| Нижний Новгород    | ФНЛ              | 2018/19          | 10   | 0    | —     | —     | —         | —         | 10    | 0     |
| Нижний Новгород    | Итого            | Итого            | 10   | 0    | —     | —     | —         | —         | 10    | 0     |
| Волгарь            | ПФЛ              | → 2019/20        | 15   | 4    | 2     | 0     | —         | —         | 17    | 4     |
| Волгарь            | ФНЛ              | 2020/21          | 23   | 12   | —     | —     | —         | —         | 23    | 12    |
| Волгарь            | Итого            | Итого            | 38   | 16   | 2     | 0     | —         | —         | 40    | 16    |
| Оренбург           | ФНЛ              | 2020/21          | 16   | 12   | —     | —     | —         | —         | 16    | 12    |
| Оренбург           | ФНЛ              | 2021/22          | 2    | 1    | —     | —     | —         | —         | 2     | 1     |
| Оренбург           | РПЛ              | 2022/23          | 22   | 8    | 2     | 1     | —         | —         | 24    | 9     |
| Оренбург           | РПЛ              | 2023/24          | 24   | 8    | 7     | 0     | —         | —         | 31    | 8     |
| Оренбург           | Итого            | Итого            | 64   | 29   | 9     | 1     | —         | —         | 73    | 30    |
| → Сочи             | РПЛ              | 2021/22          | 10   | 0    | —     | —     | 3         | 0         | 13    | 0     |
| → Сочи             | Итого            | Итого            | 10   | 0    | —     | —     | 3         | 0         | 13    | 0     |
| Локомотив (Москва) | РПЛ              | 2024/25          | 30   | 12   | 9     | 1     | —         | —         | 39    | 13    |
| Локомотив (Москва) | РПЛ              | 2025/26          | 4    | 3    | 2     | 1     | —         | —         | 6     | 4     |
| Локомотив (Москва) | Итого            | Итого            | 34   | 15   | 11    | 2     | —         | —         | 45    | 17    |
| Всего за карьеру   | Всего за карьеру | Всего за карьеру | 243  | 82   | 22    | 3     | 4         | 0         | 269   | 85    |